# Karl Meersman
Karl Meersman (pseudoniem: Karl) (Temse, 14 september 1961) is een Belgisch cartoonist, illustrator en beeldend kunstenaar.

## Biografie
Karl Meersman (artiestennaam KARL) tekende al op jonge leeftijd en komt uit een artistieke familie met inmiddels drie generaties van schilders en tekenaars. Toen hij op zijn dertiende aan een tekenwedstrijd meedeed, werd hij eerst gediskwalificeerd omdat de jury niet geloofde dat hij zijn inzending zelf had getekend. Pas nadat hij hem nogmaals tekende in bijzijn van de juryleden, werd hij geloofd en won hij de competitie.
Meersman studeerde kunstgeschiedenis, publiciteit-, figuur- en prentkunst aan verschillende kunstacademies. Hij ontwikkelde zich tot cartoonist en illustrator – zelf noemt hij zich een grafisch kunstenaar – en volgt de traditie van vakgenoten als Daumier, Toulouse-Lautrec en Felicien Rops. Tot 2004 bestuurde hij samen met zijn broer een tekenstudio.
Meersman staat vooral bekend om zijn karikaturen en portretten die hij tekent voor de bladen Trends (sinds 1987) en Focus Knack (sinds 2002). Zijn inspiratie haalt hij uit de politiek-economische actualiteit en de showbizz, en uit menselijk gedrag waaraan hij onverwachte associaties verbindt die dicht tegen het surrealisme aan liggen. Naast deze tekeningen, geënt op de actualiteit, legt KARL zich de laatste jaren meer en meer toe op vrij werk, tentoonstellingen en boeken waarbij hij duidelijk afwijkt van gekende paden. "Met zijn tekenwerk verlegt KARL Meersman de grenzen van het portret," schreef Paul Huvenne, gewezen directeur van het Koninklijk Museum voor Schone Kunsten in Antwerpen.
Meersman is gehuwd met ex-VRT-journaliste Lies Martens. Zijn werk is in de pers en kunstwereld bekroond en in het Belgisch consulaat in New York tentoongesteld.

### Boeken eigen werk
1988: "Wat een jaar, beste spotliefhebber" (Roularta Books)

1996: "Ach" (Infodok)

1998: "De Koningste Koning" (Infodok)

2000: "België, tekenend en getekend!" (Roularta Books)

2002: "Een wolkje melk" (Afijn)

2003: "Een getekend wereldbeeld" (Roularta Books)

2007: VIPS: very important paintings, Roularta, ISBN 9789054665120

2010: "VIPs TOO, Very Important Paintings" (Roularta Books)

2012: "Ave Eva" Karl Meersman en Félicien Rops (Roularta Books)

2014: "De parabel van het ezelsoor" (Uitgeverij Vrijdag)

2015: "Het Waterloo van links" (Uitgeverij Vrijdag)

2015: "Portraits on paper" Retrospective (Hannibal Books)
2021: "Kanteltijd" (Hannibal Books)

### Geïllustreerde boeken
- Vandamme, Hugo en Cambien, Karel, Wat baten kaars en bril: management in spreekwoorden: wat je op school niet leert, Roularta, 2007, ISBN 9789054669951
- Meersman, Karl, België: tekenend en getekend 1990-2000: Karl Meersman tekent tien jaar België / La Belgique traits pour traits 1990-2000: Karl Meersman croque dix belges années, Roularta, 2000, ISBN 90-5466-478-9
- Seghers, Hendrik, De nieuwe collaboratie: een ondernemer in het verzet, Davidsfonds, 1997, ISBN 90-6152-655-8
- Meersman, Karl, België in 30 hoofdstukken: over economie en politiek in de jaren 90, Roularta, 1993. ISBN 90-5466-073-2
- Uytterhoeven, Mark, Wat een jaar, beste spotliefhebber!: de hoogtepunten van het sportjaar 1988, Roularta, 1988, ISBN 90-72411-12-9

### Geïllustreerde kinder- en volwassenliteratuur
- Meersman, Karl, Een melkje wolk, Afijn, 2000, ISBN 90-5933-017-X
- Janssen, Kolet, Wisselkind: roman, Davidsfonds, 2000, ISBN 90-6565-935-8
- Linders, Jac, De derde kans, Davidsfonds, 1999, ISBN 90-6565-922-6
- De Maeyer, Gregie, De koningste koning, Davidsfonds, 1998, ISBN 90-6565-878-5
- Langenus, Ron, Onder de zwarte heuvel, Davidsfonds, 1997, ISBN 90-6565-777-0
- Linders, Jac, Complot tegen Jesse, Davidsfonds, 1997, ISBN 90-6565-820-3
- De Maeyer, Gregie, Ach, Davidsfonds, 1996, ISBN 90-6565-745-2
- Langenus, Ron, Het geheim van de Zwarte Dame, Davidsfonds, 1996, ISBN 90-6565-735-5
- Brouwers, Jeroen, De Indiëromans
- Brouwers, Jeroen, De Jaargetijden
- Brouwers, Jeroen, Geheime kamers
- Brouwers, Jeroen, Gezichten-geslachten
- Brouwers, Jeroen, Hamerstukken
- Brouwers, Jeroen, Bezonken rood
- Brouwers, Jeroen, Bittere bloemen

## Illustraties

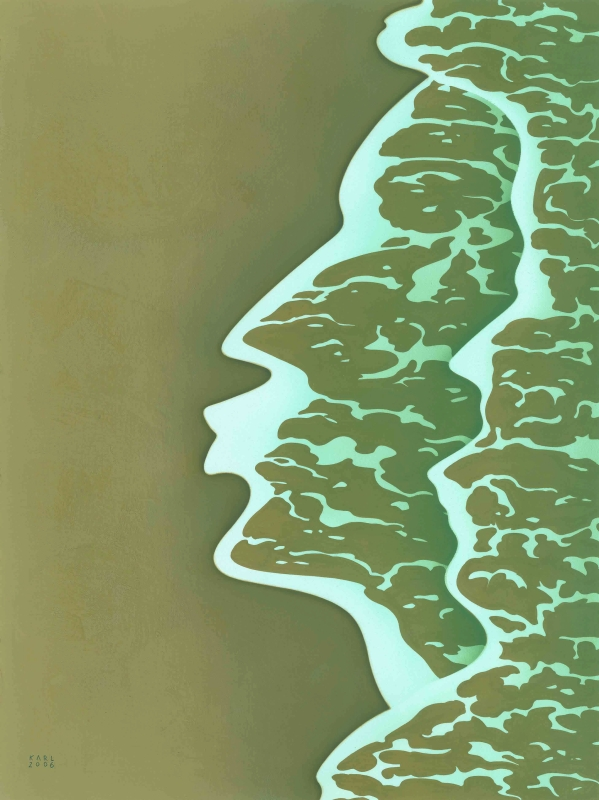
Kust
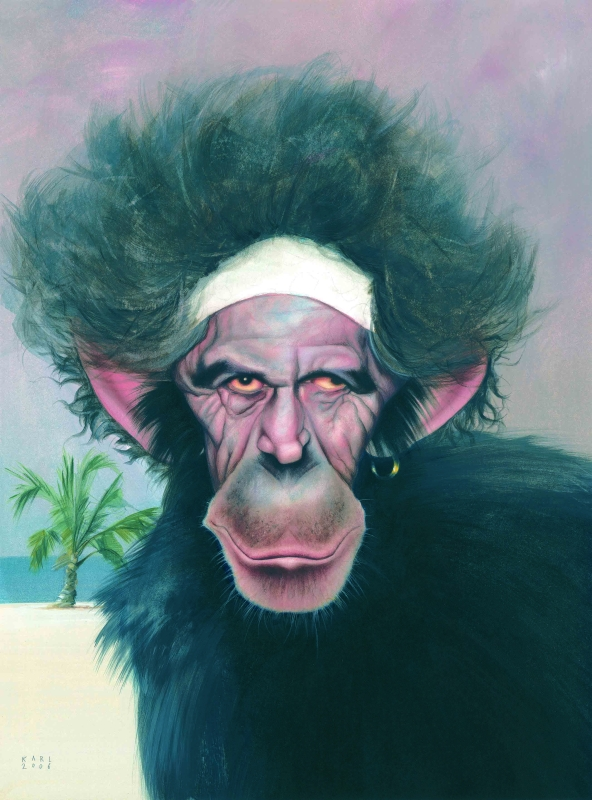
Keith Richards
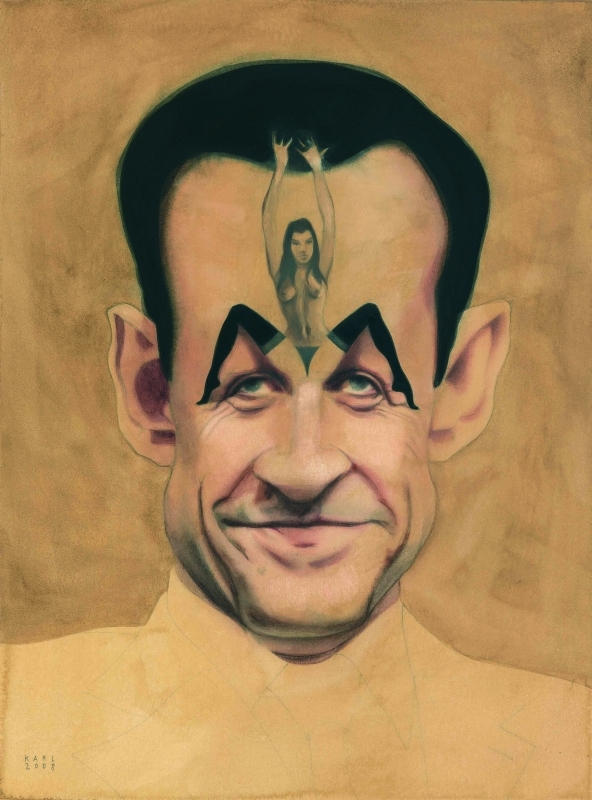
Nicolas Sarkozy
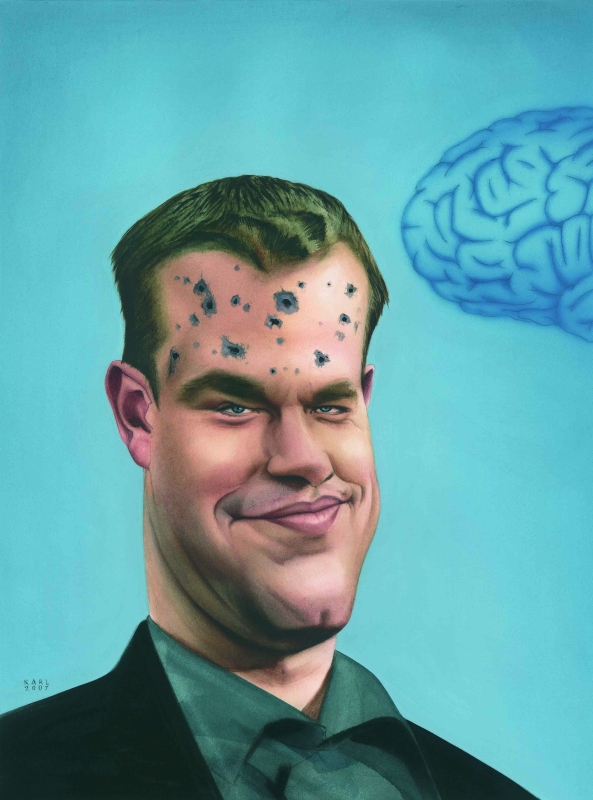
Matt Damon